# Івангород (Запорізький район)
Іванго́род — село в Україні, у Широківській сільській громаді Запорізького району Запорізької області. Населення становить 32 осіб. До 2016 орган місцевого самоврядування — Августинівська сільська рада.

## Географія
Село Івангород знаходиться на відстані 2,5 км від сіл Августинівка, Червоний Яр та Новопетрівка. По селу протікає пересихаючий струмок з загатою.

## Історія
13 лютого 2014 року неподалік села було вбито активіста Сергія Синенка.
12 червня 2020 року, відповідно до Розпорядження Кабінету Міністрів України від № 713-р «Про визначення адміністративних центрів та затвердження територій територіальних громад Запорізької області», увійшло до складу Широківської сільської громади.
19 липня 2020 року, в результаті адміністративно-територіальної реформи та ліквідації колишнього Запорізького району(1965-2020), село увійшло до складу новоутвореного Запорізького району.